# Gradów (Gradówek)
Gradów (niem. Hagendorf) – część wsi Gradówek w Polsce, położona w województwie dolnośląskim, w powiecie lwóweckim, w gminie Lwówek Śląski. Jest to niewielka miejscowość o rozproszonej zabudowie, leżąca na Pogórzu Izerskim, w centrum Wzniesień Gradowskich, na wysokości 280–320 m n.p.m. Leży na północny zachód od Gradówka.

## Historia
Dawniej wieś. Od 1945 w Polsce, gdzie ustanowił gromadę Gradów w gminie Rząsiny w powiecie lwóweckim w województwie wrocławskim. W związku z reformą administracyjną kraju jesienią 1954 Gradów wszedł w skład nowo utworzonej gromady Niwnice. Od 1 stycznia 1960 w składzie gromady Gradówek.